# 1874
| [ Edytuj tabelę ]              | |
| Król Polski (tytularny)        | - 1855 Aleksander II Romanow 1881 |
| Emir Afganistanu               | - 1867 Szer Ali Chan 1879 |
| Współksiążęta Andory           | - 1853 Josep Caixal i Estradé 1879 - 1873 Patrice Mac-Mahon 1879                                                                       |
| Prezydent Argentyny            | - 1868 Domingo Faustino Sarmiento 1874 - 1874 Nicolás Avellaneda 1880                                                                  |
| Cesarz Austrii                 | - 1848 Franciszek Józef I 1916 |
| Król Bawarii                   | - 1864 Ludwik II 1886 |
| Król Belgów                    | - 1865 Leopold II 1909 |
| Premier Belgii                 | - 1871 Jules Malou 1878 |
| Prezydent Boliwii              | - 1873 Adolfo Ballivián 1874 - 1874 Tomás Frías 1876                                                                                   |
| Cesarz Brazylii                | - 1831 Pedro II 1889 |
| Sułtan Brunei                  | - 1852 Abdul Momin 1885 |
| Prezydent Chile                | - 1871 Federico Errázuriz Zañartu 1876                                                                                                 |
| Cesarz Chin                    | - 1861 Tongzhi 1875 |
| Król Czech                     | - 1848 Franciszek Józef I 1916 |
| Król Danii                     | - 1863 Chrystian IX 1906 |
| Premier Danii                  | - 1870 Ludvig Holstein- Holsteinborg 1874 - 1874 Christen Andreas Fonnesbech 1875                                                      |
| Dalajlama                      | - 1857 Trinlej Gjaco 1875 |
| Prezydent Dominikany           | - 1868 Buenaventura Báez 1874 - 1874 Ignacio María González 1874 - 1874 rada generałów 1874 - 1874 Ignacio María González 1876         |
| Władca Egiptu                  | - 1863 Isma’il Pasza 1879 |
| Premier Egiptu                 | - 1872 Taufik Pasza 1878 |
| Prezydent Ekwadoru             | - 1869 Gabriel García Moreno 1875 |
| Cesarz Etiopii                 | - 1871 Jan IV Kassa 1889 |
| Prezydent Francji              | - 1873 Patrice Mac-Mahon 1879 |
| Premier Francji                | - 1873 Albert Victor de Broglie 1874 - 1874 Ernest Courtot de Cissey 1875                                                              |
| Król Grecji                    | - 1863 Jerzy I 1913 |
| Prezydent Gwatemali            | - 1873 Justo Rufino Barrios 1885 |
| Prezydent Haiti                | - 1869 Nissage Saget 1874 - 1874 Rada sekretarzy Stanu 1874 - 1874 Michel Domingue 1876                                                |
| Król Hawajów                   | - 1873 Lunalilo I 1874 - 1874 Kalākaua 1891                                                                                            |
| Król Hiszpanii                 | - 1874 Alfons XII 1885 |
| Prezydent Hiszpanii            | - 1873 Emilio Castelar 1874 - 1874 Francisco Serrano 1874                                                                              |
| Premier Hiszpanii              | - 1874 Antonio Cánovas del Castillo 1875                                                                                               |
| Król Holandii                  | - 1849 Wilhelm III 1890 |
| Premier Holandii               | - 1872 Gerrit de Vries 1874 - 1874 Jan Heemskerk 1877                                                                                  |
| Prezydent Hondurasu            | - 1872 Carlos Céleo Arias Lópe (p.o.) 1874 - 1873 Ponciano Leiva Madrid 1876                                                           |
| Szach Iranu                    | - 1848 Naser ad-Din Szah 1896 |
| Król Irlandii                  | - 1837 Wiktoria Hanowerska 1901 |
| Cesarz Japonii                 | - 1867 Mutsuhito 1912 |
| Kalif                          | - 1861 Abdülaziz 1876 |
| Premier Kanady                 | - 1873 Alexander Mackenzie 1878 |
| Emir Kataru                    | - 1847 Muhammad ibn Sani 1878 |
| Prezydent Kolumbii             | - 1872 Manuel Murillo Toro 1874 - 1874 Santiago Pérez 1876                                                                             |
| Patriarcha Konstantynopola     | - 1873 Joachim II 1878 |
| Władca Korei                   | - 1863 Kojong 1907 |
| Prezydent Kostaryki            | - 1870 Tomás Guardia Gutiérrez 1876 |
| Emir Kuwejtu                   | - 1866 Abd Allah II 1892 |
| Prezydent Liberii              | - 1872 Joseph Jenkins Roberts 1876 |
| Książę Liechtensteinu          | - 1858 Jan II Dobry 1929 |
| Wielki książę Luksemburga      | - 1849 Wilhelm III 1890 |
| Premier Luksemburga            | - 1867 Emmanuel Servais 1874 - 1874 Baron de Blochausen 1885                                                                           |
| Sułtan Maroka                  | - 1873 Hassan I 1894 |
| Prezydent Meksyku              | - 1872 Sebastián Lerdo de Tejada 1876                                                                                                  |
| Książę Monako                  | - 1856 Karol III 1889 |
| Król Nepalu                    | - 1847 Surendra 1881 |
| Premier Nepalu                 | - 1857 Jang Bahadur Rana 1877 |
| Cesarz Niemiec                 | - 1871 Wilhelm I Hohenzollern 1888 |
| Kanclerz Niemiec               | - 1871 Otto von Bismarck 1890 |
| Prezydent Nikaragui            | - 1871 José Vicente Quadra Lugo 1875                                                                                                   |
| Król Norwegii                  | - 1872 Oskar II 1905 |
| Premier Nowej Zelandii         | - 1873 Julius Vogel 1875 |
| Sułtan Omanu                   | - 1870 Turki ibn Sa’id 1888 |
| Papież                         | - 1846 Pius IX 1878 |
| Prezydent Paragwaju            | - 1871 Salvador Jovellanos 1874 - 1874 Juan Bautista Gill 1877                                                                         |
| Prezydent Peru                 | - 1872 Manuel Pardo 1876 |
| Król Portugalii                | - 1861 Ludwik 1889 |
| Król Prus                      | - 1861 Wilhelm I 1888 |
| Car Rosji                      | - 1855 Aleksander II 1881 |
| Książę Rumunii                 | - 1866 Karol I 1881 |
| Premier Rumunii                | - 1871 Lascăr Catargiu 1876 |
| Król Saksonii                  | - 1873 Albert I Wettyn 1902 |
| Prezydent Salwadoru            | - 1871 Santiago González Portillo 1876                                                                                                 |
| Kapitanowie Regenci San Marino | - 1873 Giuseppe Filippi Marino Fattori 1874 - 1874 Filippo Belluzzi Marino Babboni 1874 - 1874 Gaetano Simoncini Domenico Fattori 1875 |
| Książę Serbii                  | - 1868 Milan I Obrenowić 1882 |
| Prezydent Szwajcarii           | - 1874 Karl Schenk 1874 |
| Król Szwecji                   | - 1872 Oskar II 1907 |
| Król Tajlandii                 | - 1868 Chulalongkorn 1910 |
| Sułtan Turków                  | - 1861 Abdülaziz 1876 |
| Prezydent Urugwaju             | - 1873 José Eugenio Ellauri 1875 |
| Prezydent USA                  | - 1869 Ulysses Grant 1877 |
| Prezydent Wenezueli            | - 1870 Antonio Guzmán Blanco 1877 |
| Król Węgier                    | - 1848 Franciszek Józef I 1916 |
| Premier Węgier                 | - 1872 József Szlávy 1874 - 1874 István Bittó 1875                                                                                     |
| Monarcha Wielkiej Brytanii     | - 1837 Wiktoria 1901 |
| Premier Wielkiej Brytanii      | - 1868 William Ewart Gladstone 1874 - 1874 Benjamin Disraeli 1880                                                                      |
| Cesarz Wietnamu                | - 1847 Tự Đức 1883 |
| Król Włoch                     | - 1861 Wiktor Emanuel II 1878 |

Rok 1874 / MDCCCLXXIV
stulecia: XVIII wiek ~
XIX wiek ~
XX wiek

dziesięciolecia:
1840–1849 •
1850–1859 •
1860–1869 •
1870–1879
• 1880–1889
• 1890–1899
• 1900–1909

lata: 1864 «
1869 «
1870 «
1871 «
1872 «
1873 «
1874
» 1875
» 1876
» 1877
» 1878
» 1879
» 1884

## Wydarzenia w Polsce
- 17 stycznia – w Drelowie na Podlasiu 13 unitów zostało zastrzelonych przez żołnierzy rosyjskich.
- 3 lutego – kardynał Mieczysław Ledóchowski zostaje na polecenie władz pruskich aresztowany i uwięziony w Ostrowie Wielkopolskim.
- 2 marca – odbyło się ostatnie nabożeństwo w kościele w Trzęsaczu, zniszczonego następnie w wyniku podmywania klifu przez Bałtyk.
- 30 maja – otwarto tunel kolejowy w Łupkowie na granicy polsko-słowackiej.
- 2 lipca – Mikołaj Zyblikiewicz został prezydentem Krakowa.

## Wydarzenia na świecie
- 4 lutego – II wojna Brytyjczyków z Aszanti: wojska brytyjskie odniosły decydujące zwycięstwo, zdobywając i paląc miasto Kumasi na Złotym Wybrzeżu (obecnie Ghana).
- 15 marca – cesarz Annamu podpisał w Sajgonie traktat z Francją, w którym Wietnam, utrzymując suwerenność, zobowiązał się uzgadniać politykę zagraniczną z Francją i uznał jej panowanie w Kochinchinie.
- 18 marca – austriacki astronom Johann Palisa odkrył planetoidę (136) Austria.
- 21 marca – w Królestwie Węgier powstał rząd Istvána Bittó.
- 31 marca – papież Pius IX utworzył Metropolię Melbourne.
- 5 kwietnia – w Wiedniu miała swoją premierę operetka Johanna Straussa syna – Zemsta nietoperza.
- 12 kwietnia – austro-węgierska wyprawa polarna odkryła przylądek Fligely na Wyspie Rudolfa w archipelagu Ziemia Franciszka Józefa, najdalej na północ wysunięty punkt Europy i całej Eurazji.
- 17 kwietnia – została odkryta kometa Coggia.
- 21 kwietnia – astronom Johann Palisa odkrył planetoidę (137) Meliboea.
- 9 maja – uruchomiono tramwaje konne w Bombaju.
- 17 maja – na Węgrzech założono Partię Niepodległości.
- 22 maja – Ernest Courtot de Cissey został premierem Francji.
- 14 czerwca – Michel Dominique został prezydentem Haiti.
- 20 lipca – zdobyto szczyt zachodni Elbrusu.
- 9 października – w szwajcarskim Bernie założono Powszechny Związek Pocztowy.
- 1 listopada – odbył się pierwszy pogrzeb na Cmentarzu Centralnym w Wiedniu.
- 2 listopada – ukazało się pierwsze wydanie japońskiego dziennika „Yomiuri Shimbun”.
- 17 listopada – 469 osób zginęło na południowym Atlantyku, w wyniku pożaru i zatonięcia płynącego z Anglii do Nowej Zelandii statku „Cospatrick”. Po 10 dniach uratowano trzech rozbitków.
- 24 listopada – Amerykanin Joseph Farwall Glidden opatentował drut kolczasty.
- 29 grudnia – Alfons XII został królem Hiszpanii; przywrócenie monarchii w kraju.
- W Paryżu miała miejsce pierwsza wystawa impresjonistów.
- Zakończono budowę opery Garnier.
- Brytyjska Kompania Wschodnioindyjska została rozwiązana.

## Urodzili się
- 1 stycznia – Hugo von Hofmannsthal, austriacki pisarz (zm. 1929)
- 2 stycznia – Aleksander Prystor, polski polityk, marszałek Senatu, premier RP (zm. 1941)
- 4 stycznia – Maria Patrocinio od św. Jana Giner Gómis hiszpańska karmelitanka klaretynka, męczennica, błogosławiona katolicka (zm. 1936)
- 5 stycznia – Joseph Erlanger, amerykański fizjolog (zm. 1965)
- 8 stycznia – Antonio Palacios, hiszpański architekt (zm. 1945)
- 12 stycznia – Marta Wiecka, polska szarytka, błogosławiona katolicka (zm. 1904)
- 15 stycznia:
  - Birger Gustafsson, szwedzki żeglarz, olimpijczyk (zm. 1969)
  - Tadeusz Łopuszański, pedagog, twórca i dyrektor szkoły eksperymentalnej w Rydzynie, minister wyznań religijnych i oświecenia publicznego (zm. 1955)
- 20 stycznia – Helena, rosyjska mniszka prawosławna (zm. 1950)
- 21 stycznia – Wincenty Witos, polski polityk, działacz ruchu ludowego, czterokrotny premier Rzeczypospolitej Polskiej (zm. 1945)
- 23 stycznia:
  - Józef González Huguet, hiszpański duchowny katolicki, męczennik, błogosławiony (zm. 1936)
  - Juliusz Twardowski, polski prawnik, polityk (zm. 1945)
- 25 stycznia – William Somerset Maugham, pisarz i dramaturg angielski (zm. 1965)
- 7 lutego:
  - Józef Brudziński, polski neurolog, pediatra, wykładowca akademicki, działacz społeczny i polityczny (zm. 1917)
  - Jan Miklaszewski, polski leśnik (zm. 1944)
- 9 lutego - Amy Lowell, amerykańska poetka (zm. 1925)
- 15 lutego – Ernest Shackleton, irlandzki podróżnik i odkrywca, badacz Antarktydy (zm. 1922)
- 16 lutego – Helena Ottawowa, polska pianistka, pedagog (zm. 1948)
- 18 lutego – Leon Supiński, polski prawnik, polityk, minister sprawiedliwości, pierwszy prezes Sądu Najwyższego (zm. 1950)
- 24 lutego – Pacyfik Salcedo Puchades, hiszpański kapucyn, męczennik, błogosławiony katolicki (zm. 1936)
- 26 lutego – Helena d’Abancourt de Franqueville, polska historyk sztuki, bibliotekarka (zm. 1942)
- 3 marca – Władysław Pilars de Pilar, polski historyk literatury, wykładowca akademicki, poeta (zm. 1952)
- 8 marca – Herbert Loveitt, brytyjski rugbysta, medalista olimpijski (zm. 1909)
- 12 marca – Zofia Atteslander, polska malarka (zm. ok. 1928)
- 13 marca – Wincenty Rubiols Castelló, hiszpański duchowny katolicki, męczennik, błogosławiony (zm. 1936)
- 18 marca – Alice Gurschner, austriacka poetka, pisarka i felietonistka (zm. 1944)
- 24 marca – Harry Houdini, amerykański iluzjonista (zm. 1926)
- 26 marca – Robert Frost, amerykański poeta (zm. 1963)
- 28 marca – Stanisław Downarowicz, polski inżynier, polityk, minister spraw wewnętrznych (zm. 1941)
- 30 marca – Charles Lightoller, drugi oficer na RMS Titanic (zm. 1952)
- 15 kwietnia – Johannes Stark, niemiecki fizyk (zm. 1957)
- 18 kwietnia – Ivana Brlić-Mažuranić, chorwacka poetka, dziennikarka i eseistka (zm. 1938)
- 25 kwietnia – Guglielmo Marconi, włoski konstruktor radia, laureat Nagrody Nobla z fizyki w roku 1909 (zm. 1937)
- 4 maja – Juliusz Bonati, albański jezuita, męczennik, błogosławiony katolicki (zm. 1951)
- 8 maja – Inessa Armand, rosyjska komunistka pochodzenia francuskiego, kochanka Włodzimierza Lenina (zm. 1920)
- 9 maja:
  - Howard Carter, brytyjski archeolog, egiptolog (zm. 1939)
  - Witold Celichowski, polski działacz polityczny, adwokat (zm. 1944)
- 10 maja – Mojżesz Schorr, rabin Wielkiej Synagogi w Warszawie, prawnik, historyk i orientalista, senator II RP (zm. 1941)
- 23 maja – Antoni Fertner, polski aktor (zm. 1959)
- 26 maja – Laura Montoya, kolumbijska zakonnica, święta katolicka (zm. 1949)
- 29 maja – Gilbert Keith Chesterton, pisarz angielski (zm. 1936)
- 2 czerwca – E. Alyn Warren, amerykański aktor (zm. 1940)
- 6 czerwca – Jan Carbonell Mollá, hiszpański duchowny katolicki, męczennik, błogosławiony (zm. 1936)
- 12 czerwca – Charles L. McNary, amerykański polityk, senator ze stanu Oregon (zm. 1944)
- 18 czerwca – Jerzy Tupou II, król Tonga (zm. 1918)
- 19 czerwca:
  - Michał de la Mora y de la Mora, meksykański duchowny katolicki, męczennik, święty (zm. 1927)
  - Jörg Lanz von Liebenfels, niemiecki badacz zajmujący się rasami (zm. 1954)
- 3 lipca – Jean Collas, francuski rugbysta, medalista olimpijski (zm. 1928)
- 7 lipca – Władysław Grabski, ekonomista, polityk i historyk (zm. 1938)
- 14 lipca – Jerzy Żuławski, polski pisarz (zm. 1915)
- 28 lipca – Ernst Cassirer, niemiecki filozof (zm. 1945)
- 29 lipca – Auguste Giroux, francuski rugbysta, medalista olimpijski (zm. 1953)
- 2 sierpnia – Antoni Kucharczyk, polski poeta ludowy (zm. 1944)
- 13 sierpnia – Hagbart Steffens, norweski żeglarz, olimpijczyk (zm. 1932)
- 16 sierpnia:
  - Gerhard Hessenberg, niemiecki matematyk (zm. 1925)
  - Dmitrij Uljanow, radziecki lekarz, rewolucjonista, polityk (zm. 1943)
  - Aleksander Własow, białoruski działacz narodowy, polityk, senator RP (zm. 1941)
- 18 sierpnia – Anna Czarnogórska, czarnogórska królewna (zm. 1971)
- 23 sierpnia – Wacław Szokalski, polski generał brygady (zm. 1956)
- 24 sierpnia – Aniela Bogusławska, polska aktorka (zm. 1931)
- 25 sierpnia – Ludwik Gdyk, polski polityk, wicemarszałek Sejmu (zm. 1940)
- 27 sierpnia:
  - Carl Bosch, niemiecki inżynier-chemik, laureat Nagrody Nobla (zm. 1940)
  - John Burt, nowozelandzki rugbysta (zm. 1933)
- 16 września – Edward Puchalski, polski reżyser i scenarzysta filmowy, pionier polskiej kinematografii (zm. 1942)
- 1 października – Ignacy Król, polski taternik, turysta, narciarz, pedagog i przyrodnik (zm. 1951)
- 4 października – Félix Picon, francuski żeglarz, medalista olimpijski (zm. 1922)
- 8 października – István Bethlen, węgierski arystokrata, mąż stanu oraz premier Węgier w latach 1921–1931 (zm. 1946)
- 10 października – Jadwiga Dziubińska, polska działaczka ruchu ludowego, posłanka na Sejm Ustawodawczy (zm. 1937)
- 15 października – Selma Kurz, austriacka sopranistka (zm. 1933)
- 21 października – Stanisław Kostka Łukomski, polski duchowny katolicki, biskup łomżyński (zm. 1948)
- 29 października – Adam Marceli Piwowar, polski geolog i polarnik, samorządowiec, prezydent Dąbrowy Górniczej (zm. 1939)
- 10 listopada – Donald Baxter MacMillan, amerykański żeglarz, podróżnik i badacz polarny (zm. 1970)
- 11 listopada – Bernard Fanning, nowozelandzki rugbysta (zm. 1946)
- 14 listopada:
  - Adolf Brand, niemiecki działacz gejowski, dziennikarz i anarchista (zm. 1945)
  - Johann Schober, polityk austriacki, kanclerz Austrii, pierwszy prezydent Interpolu (zm. 1932)
- 16 listopada – Aleksandr Kołczak (ros. Александр Васильевич Колчак), rosyjski oficer marynarki, admirał, badacz polarny, był jednym z organizatorów oraz przywódców białej armii (zm. 1920)
- 27 listopada – Chaim Weizman, izraelski naukowiec, polityk, pierwszym prezydentem Izraela (zm. 1952)
- 30 listopada:
  - Winston Churchill, polityk brytyjski (zm. 1965)
  - Lucy Maud Montgomery, pisarka kanadyjska (zm. 1942)
- 2 grudnia – Joseph Olivier, francuski rugbysta, medalista olimpijski (zm. 1901)
- 3 grudnia – Piotr Poveda Castroverde, hiszpański karmelita, założyciel Instytutu Terezjańskiego, męczennik, święty katolicki (zm. 1936)
- 4 grudnia – Edwin Sidney Broussard, amerykański polityk, senator ze stanu Luizjana (zm. 1934)
- 7 grudnia – Alice V. Morris, amerykańska działaczka społeczna (zm. 1950)
- 12 grudnia – Jadwiga Kowalczykówna, nauczycielka, która wraz z Jadwigą Jawurkówną założyła prywatną szkołę dla dziewcząt w Warszawie (zm. 1944)
- 18 grudnia – André Guerrier, francuski żeglarz, medalista olimpijski
- 21 grudnia – Tadeusz Boy-Żeleński, polski pisarz (zm. 1941)
- 26 grudnia – Rosa Albach-Retty, austriacka aktorka (zm. 1980)

Data dzienna nieznana: 
- Anna An (z domu Jiao), chińska męczennica, święta katolicka (zm. 1900)
- John Henry Birtles, brytyjski rugbysta, medalista olimpijski (zm. 1935)
- Nina Niovilla, pierwsza polska reżyserka (zm. 1966)

## Zmarli
- 16 stycznia – Max Schultze, niemiecki anatom i histolog (ur. 1825)
- 17 stycznia – Chang i Eng Bunker, urodzili się złączeni tkanką chrzęstną w okolicy mostka, że zaś pochodzili z Królestwa Syjamu przyjęło się określenie tej wady rozwojowej mianem „bliźnięta syjamskie” (ur. 1811)
- 19 stycznia – August Heinrich Hoffmann von Fallersleben, autor tekstu hymnu niemieckiego (ur. 1798)
- 9 lutego – Jules Michelet, francuski historyk, pisarz i filozof (ur. 1798)
- 23 lutego – Edward Rastawiecki, polski historyk sztuki (ur. 1804)
- 8 marca – Millard Fillmore, trzynasty prezydent USA (ur. 1800)
- 28 marca – Peter Andreas Hansen, niemiecki astronom (ur. 1795)
- 22 maja – Maria Kalergis-Muchanow, polska pianistka i mecenas sztuki, hrabianka (ur. 1822)
- 8 czerwca – Cochise, wódz Apaczów (ur. ok. 1810–1815)
- 16 września – Maksymilian Gierymski, polski malarz (ur. 1846)
- 26 października – Peter Cornelius, niemiecki kompozytor, poeta (ur. 1824)
- 17 listopada – Rudolf von Carnall, niemiecki inżynier, geolog (ur. 1804)
- 7 grudnia – Konstantin von Tischendorf, niemiecki protestancki biblista, odkrywca ponad dwudziestu kodeksów majuskułowych (ur. 1815)
- 27 grudnia – Ernst Litfaß, niemiecki wydawca i drukarz, wynalazca słupa ogłoszeniowego (ur. 1816)

## Zdarzenia astronomiczne
- 9 grudnia – przejście Wenus na tle tarczy słonecznej[1]

## Święta ruchome
- Tłusty czwartek: 12 lutego
- Ostatki: 17 lutego
- Popielec: 18 lutego
- Niedziela Palmowa: 29 marca
- Wielki Czwartek: 2 kwietnia
- Wielki Piątek: 3 kwietnia
- Wielka Sobota: 4 kwietnia
- Wielkanoc: 5 kwietnia
- Poniedziałek Wielkanocny: 6 kwietnia
- Wniebowstąpienie Pańskie: 14 maja
- Zesłanie Ducha Świętego: 24 maja
- Boże Ciało: 4 czerwca